# Tillit (bergart)

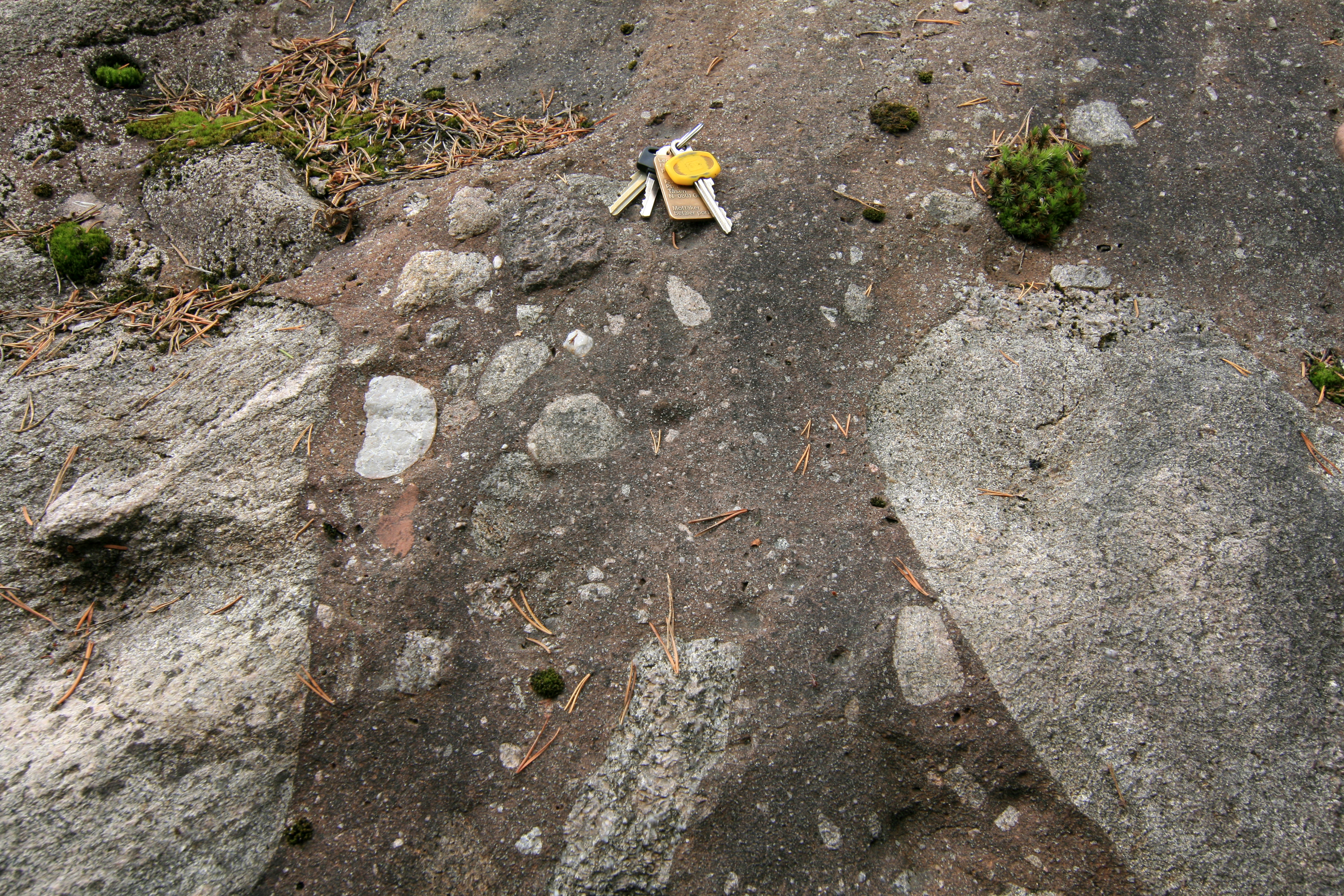
Tillit

Tillit är en sedimentär bergart som bildas genom att morän litifieras. Tillit är således spår av en äldre nedisning i det område där den hittas och är således viktig för att förstå de naturliga variationerna i klimatförändringarna som har skett under jordens historia.[källa behövs] Kornstorleken varierar från små korn på mindre än 0,005 till stora klaster på flera meter.
I Sverige kan man framförallt hitta tillit i fjällkedjan.